# Radio Norte Verde
Radio Norte Verde es una radioemisora chilena que se sintoniza en el 620 kHz del dial AM en Ovalle, Provincia del Limarí. Actualmente, es la estación radial con mayor cobertura en toda la IV región de Coquimbo llegando a constituirse en uno de los pocos medios de comunicación en llegar a localidades y lugares de difícil acceso. Esta cualidad se debe a su propia naturaleza radial, ya que, al transmitir desde el dial AM y contar con una potencia de 1 000 Watts, su señal puede cubrir lugares de difícil acceso como son los valles transversales propios de la región y tan lejanos como es la cordillera argentina.
El medio se define como una emisora independiente sin mayor vinculación a organizaciones que no sean de tipo noticioso o de comunicación. En la actualidad se encuentra afiliada a Asociación de Radiodifusores de Chile, ARCHI.

## Historia
El registro más antiguo que se tiene de la primera transmisión de la radioemisora data de la fecha de 7 de febrero de 1951, lo que la convierte en una de las estaciones radiales más antigua de la región. En sus primeros años transmitió en la frecuencia de 640 AM con una potencia de 500 Watts, para luego cambiar a su actual ubicación en el dial 620 AM con una potencia de 1 000 Watts desde el año 1963.
Fue fundada por Francisco Morales Castillo (empresario radiodifusor y técnico radiotelefónico) luego de llegar de Talcahuano, lugar donde fundara la emisora Almirante Latorre y, anteriormente, la radio Chronos en Santiago. Francisco Morales Castillo se convirtió de esta forma también en su primer director, puesto que ocupó hasta su muerte en el año 2004.
Las primeras instalaciones de los estudios y oficinas de la radio se ubicaron en la Avenida La Chimba para luego ser trasladado en su actual ubicación, calle Santiago 355. La antena repetidora, en cambio, primero fue ubicada donde hoy se erige el estadio municipal, después fue trasladada hasta calle Arauco y, hoy en día, repite la señal desde los llanos de La Chimba, desde el año 1981.
Después que falleciera el fundador de la emisora, su puesto fue ocupado por su señora Aida Muñoz de Morales, cargo que ocupó hasta su muerte. Finalmente, el puesto de Gerente y propietaria de la radio fue ocupado por la nieta de ambos, la señora Olga del Carmen Morales Garrido, quien falleció en la ciudad de Puerto Varas el 23 de noviembre de 2017 a la edad de 66 años.

## Recepción
Radio Norte Verde ha logrado mantenerse vigente por tanto tiempo desde su fundación debido a que fue capaz de acuñar un sello distintivo en su programación con contenidos cercanos a sus auditores. Entre estos el que más se destaca es la transmisión de canciones mexicanas, rancheras. Este género musical es muy apreciado por las personas de los campos y sectores populares.
En esta línea uno de los espacios referentes es el programa México y sus canciones, programa recordado por su locutor Horacio González, alias El Chamacote.
Este programa funciona en el horario vespertino, donde se transmite música ranchera y eventos afines al mundo campesino como son carreras a la chilena, rodeos o bailes. Actualmente es conducido por el locutor Waldo Castro.
También se debe sumar el que dentro de su programación ha contado con referencias al quehacer regional, al mundo del entretenimiento, el deporte, la variedad musical, medicina alternativa, eventos y manifestaciones culturales.
Dentro de las personas que se desempeñaron en la emisora se pueden contar a Juan Torres Aracena, Carlos Ossandón, Ricardo Castro (relator deportivo) entre otros. Varios de ellos ya fallecidos, otros retirados del mundo radial o emigrados a otras ciudades. Actualmente, se desempeñan dentro de la radio Waldo Castro, Patricio Canihuante, Eduardo López, Exequiel Domínguez, por solo nombrar algunos de ellos.
Dentro de la memoria colectiva de los auditores de Radio Norte Verde algunos de los programas más recordados son Feria de novedades (en su primera y segunda edición), Contacto Informativo, Al aguaite, México y sus canciones, entre otros. También figuran espacios dedicados a la medicina alternativa y esoterismo entre los cuales cabe recordar algunos ya desaparecidos como El príncipe Faruk y otros vigentes como Los hermanos Gregorianos o Campo Lindo.
Un sello característico de la Radio Norte Verde han sido sus espacios publicitarios donde se anuncian algunos de sus auspiciadores en las propias voces de sus locutores con referencias a los emplazamientos de estos mismos. Así en la memoria colectiva se recuerdan algunos comerciales como: Gonart en calle Benavente ¡Benaaavente, la calle de Gonart! o ¡AAAH!, esta casa Domb, Libertad esquina Coquimbo.

## Cobertura
Otro pilar que destaca en la recepción de la gente es su capacidad de llegada a lugares que otras radioemisoras no llegan. De acuerdo a Waldo Castro, locutor de la estación radial desde hace décadas, Radio Norte Verde tiene cobertura hasta la cordillera argentina. Actualmente, los dirigentes y trabajadores de la radioemisora se encuentran trabajando para ampliar su cobertura por medio de la mejora en sus equipos técnicos y la transmisión en la señal de la frecuencia modulada.
La Asociación de Radiodifusores de Chile (ARCHI) consigna en su sitio web que la estación radial puede llegar hasta comunas de la Quinta región de Valparaíso como son San Antonio, Las Cruces, Algarrobo, entre otras. Sin embargo, también declara que la cobertura de la señal de la radio es mucho mayor de lo que ellos pueden calcular con su método de medición, ya que dependerá exclusivamente de las condiciones geográficas en cada caso.